# Китайская академия космических технологий
Китайская академия космических технологий (CAST) (кит. трад. 中国空间技术研究院, упр. Zhōngguó Kōngjiān Jìshù Yánjiūyuàn) — китайское космическое агентство. Агентство было основано 20 февраля 1968 года и является основным центром разработки и производства космических аппаратов в Китае. 24 апреля 1970 года, CAST успешно запущен первый искусственный спутник Китая Dong Fang Hong I.

## История
Агентство было основано 20 февраля 1968 года. 24 апреля 1970 года Китайская академия космических технологий успешно разработала и запустила первый в Китае искусственный спутник Земли Dong Fang Hong I.
В октябре 2003 года пилотируемый полёт пилотируемого корабля Шэньчжоу-5 прошёл успешно. В 2005 году пилотируемый космический корабль Шэньчжоу-6 совершил многопользовательский многодневный космический полёт.

## Запуски
В 2005 году Китайская академия космических технологий разработала и успешно запустила 68 различных типов искусственных спутников, 4 беспилотных испытательных космических корабля и 2 пилотируемых космических корабля.

## Полемика
CAST является мажоритарным акционером листинговой компании China Spacesat. По данным за 30 июня 2020 года CAST владеет 51,46% акций China Spacesat Co. В августе 2020 года Министерство обороны США опубликовало список компаний, связанных с Народно-освободительной армией Китая, прямо или косвенно действующей в Соединённых Штатах. В список была включена и компания China Spacesat Co. В ноябре 2020 года Дональд Трамп издал распоряжение, запрещающее любой американской компании или физическому лицу владеть акциями компаний, включённых в этот список.